# Jeżów (gmina)

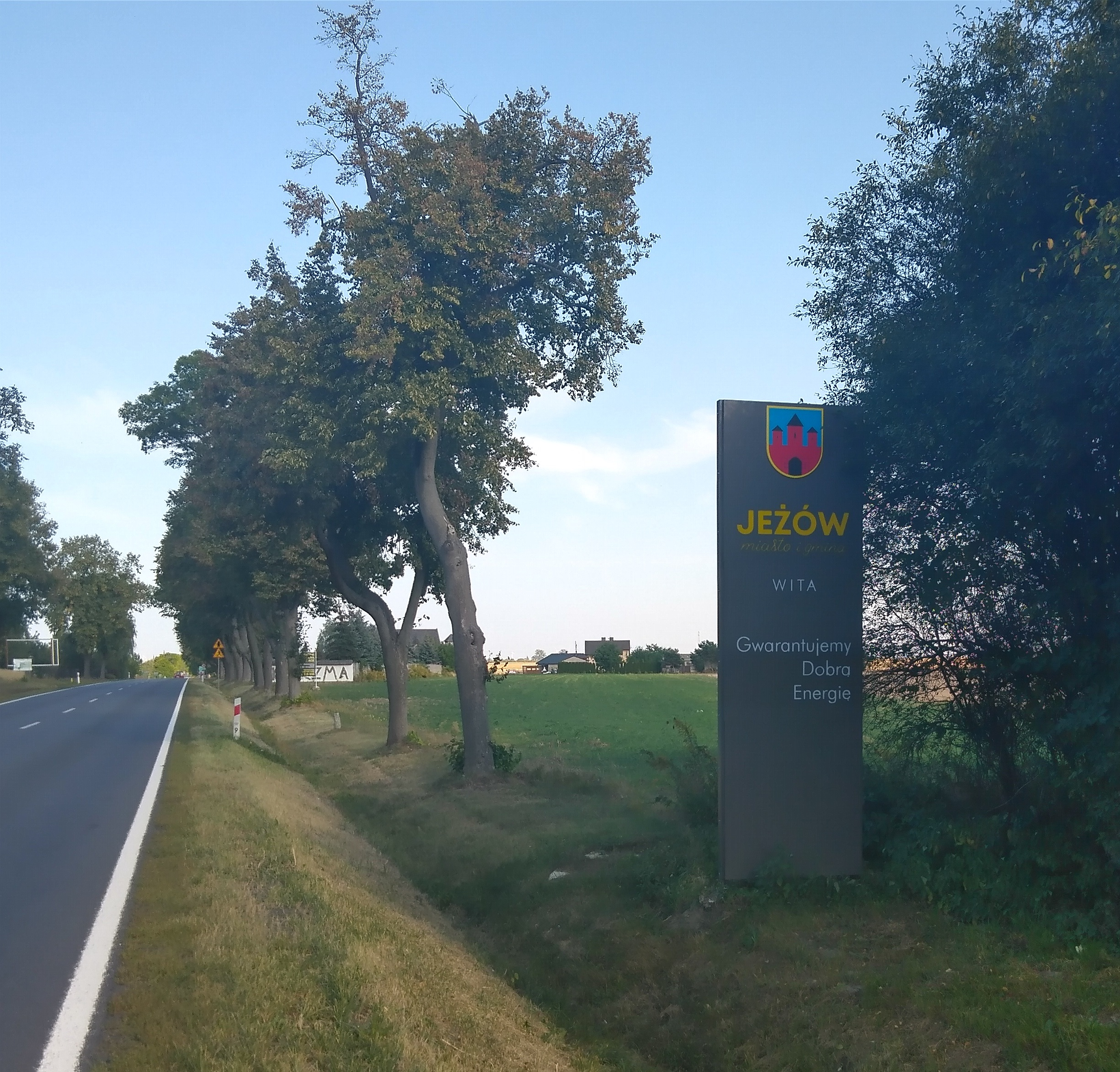
Witacz gminy Jeżów (2024)

Jeżów (do 1953 gmina Popień) – gmina miejsko-wiejska w województwie łódzkim, w powiecie brzezińskim. W latach 1975–1998 gmina położona była w województwie skierniewickim.
Siedzibą gminy jest miasto Jeżów.
Według danych z 31 grudnia 2007 gminę zamieszkiwało 3569 osób.

## Struktura powierzchni
Według danych z roku 2007 gmina Jeżów ma obszar 64,09 km², w tym:
- użytki rolne: 88%
- użytki leśne: 6%

Gmina stanowi 17,87% powierzchni powiatu brzezińskiego.

## Rezerwaty przyrody
Na terenie gminy znajdują się następujące rezerwaty przyrody:
- rezerwat przyrody Popień – chroni starodrzew sosnowy i łęg olszowy powstały wtórnie na niewłaściwym dla siebie siedlisku,
- częściowo rezerwat przyrody Rawka – chroni koryto rzeki Rawki z rozgałęzieniami od źródeł do ujścia.

## Demografia

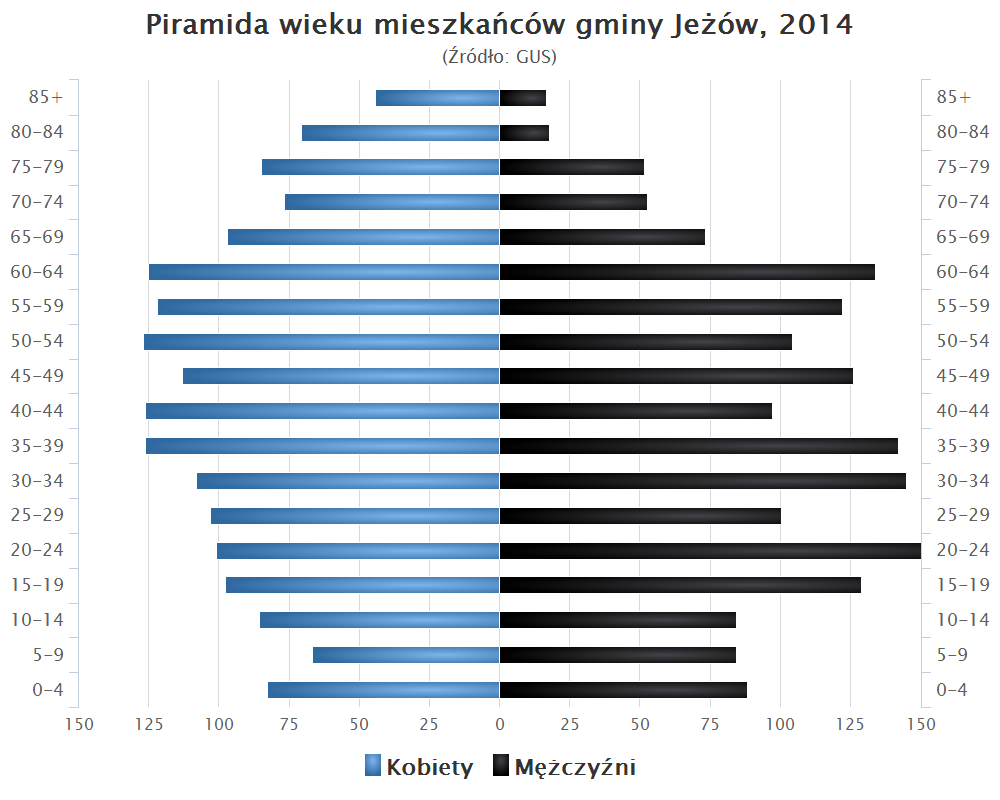
Piramida wieku mieszkańców gminy Jeżów w 2014 roku

Dane z 31 grudnia 2007:
| Opis                              | Ogółem | Ogółem | Kobiety | Kobiety | Mężczyźni | Mężczyźni |
| --------------------------------- | ------ | ------ | ------- | ------- | --------- | --------- |
| Jednostka                         | osób   | %      | osób    | %       | osób      | %         |
| Populacja                         | 3569   | 100    | 1756    | 49,2    | 1813      | 50,8      |
| Gęstość zaludnienia [mieszk./km²] | 56     | 56     | 27      | 27      | 28        | 28        |

## Sołectwa
Góra, Jasienin Mały, Jasienin Duży, Jankowice, Jankowice-Kolonia, Jeżów, Kosiska, Lubiska, Lubiska-Kolonia, Mikulin, Mościska, Olszewo, Popień-Parcela, Przybyszyce, Rewica, Rewica-Kolonia, Rewica Szlachecka, Strzelna, Taurów, Wola Łokotowa, Zamłynie.

## Pozostałe miejscowości
Brynica, Brzozowica, Dąbrowa, Frydrychów, Leszczyny-Kolonia, Marianówek, Mikulin-Parcela, Popień, Rewica Królewska, Stare Leszczyny, Władysławowo.

## Ochotnicze straże pożarne w gminie
- 1. OSP Jeżów - s-5 KSRG
- 2. OSP Przybyszyce - s-2 KSRG
- 3. OSP Jasienin - s-2
- 4. OSP Rewica - s-1

## Sąsiednie gminy
Głuchów, Koluszki, Rogów, Słupia, Żelechlinek